# Dolné Otrokovce
Dolné Otrokovce es un municipio del distrito de Hlohovec en la región de Trnava, Eslovaquia, con una población estimada a final del año 2024 de 396 habitantes.
Se encuentra ubicado en el centro-este de la región, cerca del río Váh (cuenca hidrográfica del Danubio) y de la región de Nitra.

## Demografía
| Año        | 1994 | 2004    | 2014     | 2024    |
| ---------- | ---- | ------- | -------- | ------- |
| Población  | 318  | 342     | 382      | 396     |
| Diferencia |      | +7,54 % | +11,69 % | +3,66 % |

| Año        | 2023 | 2024    |
| ---------- | ---- | ------- |
| Población  | 395  | 396     |
| Diferencia |      | +0,25 % |